# البهائية والبوذية
تعتبر تعاليم الدين البهائي البوذية دينآ تأسس على مظهر من مظاهر الله ، وبهاءالله هو بوذا مايتريا المنتظر. يبدو أن صحة النصوص البوذية الحالية غير مؤكدة.كان هناك في السنوات الأخيرة زيادة في عدد البهائيين من ذوي الخلفية البوذية.

## المنح الدراسية البهائية
وجود الأختلافات بين المفاهيم الدينية في البوذية والأديان الإبراهيمية أثارت تساؤلات كثيرة حول الدراسات البهائية. يقدم جمشيد فوزدار التعاليم في الديانة البوذية حول حقيقة غير قابلة للمعرفة على أنها تشير إلى مفهوم الله ، على سبيل المثال في المقطع التالي من أودانا (الآية 81) في خوداكا نيكايا : "هناك، أيها الرهبان، غير مولود، غير مبتدئ، غير مخلوق، غير متشكل. لو لم يكن هناك، أيها الرهبان، هذا غير المولود، غير المبتدئ، غير المخلوق، غير المتشكل، لما كان هناك مفر من عالم المولود، المبتدئ، المخلوق، المتشكل. بما أنه، أيها الرهبان، يوجد غير مولود، غير مبتدئ، غير مخلوق، غير متشكل، لذلك هناك مفر من المولود، المبتدئ، المخلوق، المتشكل." 
يزعم الباحث البهائي موجان مومن هناك العديد من أوجه التشابه بين التعاليم الأخلاقية في البوذية الثيرافادية والدين البهائي، وأن هذه الأختلافات الميتافيزيقية الظاهرة تنشأ من المصطلحات المرتبطة بالثقافة. ويزعم مومن كذلك أن التعاليم البهائية تدعم جميع أجزاء الطريق النبيل الثماني الذي يشمل : الرؤية الصحيحة، والهدف الصحيح أو العقلية الصحيحة، والكلام الصحيح، والعمل الصحيح، والمعيشة الصحيحة ، والجهد الصحيح أو المسعى، واليقظة الصحيحة والتأمل الصحيح.

## قراءة إضافية
- باك، كريستوفر (1980).لغز المحارب السيف في نهاية العالم الهندوسية: هل كان كالكي فيسنوياس بهاءالله؟
- Buck، Christopher (2004). "The eschatology of Globalization: The multiple-messiahship of Bahā'u'llāh revisited". في Sharon، Moshe (المحرر). Studies in Modern Religions, Religious Movements and the Bābī-Bahā'ī Faiths. Boston: Brill. ص. 143–178. ISBN:90-04-13904-4. مؤرشف من الأصل في 2025-04-03.
- كول، خوان (1996).تعليق زِن على تعليق بهاء الله على "من عرف نفسه فقد عرف ربه" .
- كونر، دانيال.البوذية والعقيدة البهائية .النظام العالمي، السلسلة 2، المجلد 6: العدد 2.شتاء 1971.
- فابر، رولاند (2017).بهاءالله والعقل المضيء: تعليق بهائي على لغز بوذي ، في أنوار العرفان 18.
- Fozdar، Jamshed K. (1976). Buddha Maitrya-Amitabha Has Appeared. New Delhi, India: Baháʼí Publishing Trust. ISBN:81-85091-83-8.
- كلوج، إيان.(2006).البوذية والكتابات البهائية: تقارب وجودي .
- كلوج، إيان.(2013).الكتابات البهائية والعقيدة البوذية في الفراغ: دراسة أولية .
- Sours، Michael (2000). "Hindu and Buddhist Scripture in Baháʼí Scripture". Without Syllable or Sound: The World's Sacred Scriptures in the Baháʼí Faith. Los Angeles, United States: Kalimat Press. ISBN:1-890688-06-1. مؤرشف من الأصل في 2022-05-22.